# Governo Castelo Branco
O Governo Castelo Branco foi o período vivido pelo Brasil entre 15 de abril de 1964 e 15 de março de 1967 sob a presidência de Humberto de Alencar Castelo Branco. Foi a época inaugural da ditadura militar brasileira, instituída pelo golpe militar cujos principais objetivos eram acabar com os ideais nacionalistas reformistas, representados pelo Partido Trabalhista Brasileiro (PTB) e o projeto das reformas de base do Governo João Goulart. Uma das primeiras medidas de seu governo na institucionalização dos Atos Institucionais foi a promulgação do Ato Institucional 2, que aboliu o pluripartidarismo no país e concedeu poderes ao Presidente da República para cassar mandatos de deputados e convocar eleições indiretas. Na política externa brasileira, passou a buscar apoio econômico, político e militar nos Estados Unidos.
Durante seu governo, foi registrado um crescimento de 12,6% do PIB (média de 4,2%). Castelo Branco assumiu com a inflação em 92,12% e entregou a 25,01%.

## O presidente
Humberto de Alencar Castelo Branco é filho de pai militar e em razão das transferências deste viveu entre o Ceará, Pernambuco, Rio de Janeiro Piauí e Maranhão antes de estudar na Escola Militar do Realengo sendo declarado aspirante-a-oficial em janeiro de 1921. Em sua vida na caserna lecionou ou foi instrutor de instituições militares de ensino e fez parte da Força Expedicionária Brasileira durante a Segunda Guerra Mundial. Seu último cargo antes de vitorioso o Regime Militar de 1964, foi a chefia do Estado Maior do Exército. Eleito presidente da República pelo Congresso Nacional com 361 votos em 11 de abril do referido ano, tomou posse no dia 15.

## Aspectos políticos

### Fatos de seu governo
Seu governo teve início sob a vigência do Ato Institucional Número Um, o qual cassou os direitos políticos do ex-presidente Juscelino Kubitschek, então senador por Goiás, e outros parlamentares e políticos de renome a partir de 9 de abril de 1964. Sanções de igual natureza afligiram também figuras do meio intelectual, lideranças sindicais, estudantis e funcionários públicos. Três meses após assumir, o presidente Castelo Branco teve o mandato prorrogado de 31 de janeiro de 1966 até 15 de março de 1967 e com isso as eleições presidenciais de 1965 acabariam canceladas. Em 26 de novembro de 1964  o governo federal decretou intervenção federal em Goiás extinguindo o mandato do governador Mauro Borges. Não obstante, sancionou o novo Código Eleitoral com o objetivo de melhorar o sistema eleitoral brasileiro coibindo fraudes desde o alistamento até o processo de votação.
Embora tenha expedido Atos Complementares para amoldar seus objetivos à realidade política a fim de consolidar seu poder, o Governo Militar ignorou os apelos da "linha dura" quanto a recrudescer o regime e manteve as eleições para governador marcadas para 3 de outubro de 1965: em Alagoas o resultado não foi homologado por descumprir a regra da maioria absoluta conforme a Emenda Constitucional Treze, promulgada em 8 de abril. Em Goiás, Maranhão, Mato Grosso, Pará, Paraíba, Paraná, Rio Grande do Norte e Santa Catarina venceram os candidatos apoiados por Brasília, mas a vitória de oposicionistas na Guanabara e Minas Gerais deram lastro à outorga do bipartidarismo via Ato Institucional Número Dois, que criou a ARENA, legenda majoritária de apoio ao governo, e o MDB, partido de oposição. Por causa do revés na Guanabara e em Minas Gerais, o governo tornou indiretas as eleições para governador de estado e retirou a autonomia das capitais através do Ato Institucional Número Três publicado em 1966. Para garantir apoio às suas teses, o Palácio do Planalto modificou o equilíbrio de poder nos estados: enfraqueceu o mandarinato de Vitorino Freire ao apoiar José Sarney como governador do Maranhão e afastou Ademar de Barros do governo paulista. Em 3 de setembro do mesmo ano foram eleitos indiretamente doze governadores e à 15 de novembro houve a eleição direta de 23 senadores e 409 deputados federais. Entre um pleito e outro o presidente Castelo Branco decretou o recesso do Congresso Nacional por 33 dias a partir de 20 de outubro, em resposta ao deputado Adauto Lúcio Cardoso, presidente da Câmara dos Deputados, que manteve como efetivos seis oposicionistas cassados alguns dias antes.
Cioso quanto à oposição que enfrentaria no meio discente, extinguiu a União Nacional dos Estudantes e entidades afins indicando uma hierarquia de diretórios estudantis como prepostos dos mesmos, dedicando especial atenção à rotina e o funcionamento do ensino superior. Quando necessário recorria às medidas de força, tais como invadir a Universidade de Brasília.
Em 24 de janeiro do ano seguinte foi promulgada a Constituição de 1967 (a qual entrou em vigor na posse de Costa e Silva à 15 de março) e sancionaram a nova Lei de Imprensa à 9 de fevereiro do ano em questão.

### Terrorismo
No primeiro semestre de 1965 debelaram a Guerrilha de Três Passos enquanto uma explosão avariou a oficina de O Estado de S. Paulo. Todavia, incidente mais grave aconteceu quando explodiram uma bomba no saguão do Aeroporto Internacional do Recife em 25 de julho de 1966. Visando atingir Costa e Silva, ex-ministro do Exército e candidato à sucessão presidencial, o atentado matou o jornalista Edson Régis de Carvalho e o vice-almirante reformado Nelson Gomes Fernandes, deixando quatorze feridos, dentre os quais estava o guarda-civil Sebastião Thomaz de Aquino. No mesmo dia, explosões sem vítimas atingiram a sede da União Estadual dos Estudantes (UEE) e a do Serviço de Informação dos Estados Unidos (USIS). Quanto a Costa e Silva o mesmo não foi atingido, pois seu voo teve o destino alterado para João Pessoa.

### Sucessão presidencial
Em uma sessão de quase três horas, o marechal Costa e Silva foi eleito presidente da República via ARENA em 3 de outubro de 1966 ao obter 295 votos no Congresso Nacional, um dos quais dado pelo deputado oposicionista Anísio Rocha, de Goiás.

## Panorama econômico

#### Crise econômica no início dos anos 1960
A partir de 1962, o país enfrentou baixas taxas de crescimento, chegando apenas 0,6% de crescimento em 1963. De um lado, houve uma queda dos investimentos públicos e privados; de outro lado, a elevação do déficit público, causando a aceleração da inflação, que em 1961 era de 51,6% e passa a 80% em 1962, chegando a 93% em 1963. Tudo isso leva a uma crise no balanço de pagamentos.

#### Plano de Ação Econômica do Governo (1964-1967)
O Plano de Ação Econômica do Governo (PAEG), consequência da visão dos ministros do Planejamento, Roberto Campos, e da Fazenda, Octávio Gouveia Bulhões, tinha como foco promover as reformas tributária, financeira e trabalhista e a diminuição dos desequilíbrios regionais. Sendo o objetivo básico combater a inflação, o que promoveu uma severa contenção do crédito e instituiu uma nova fórmula salarial, provocando uma acentuada deterioração do poder de compra dos salários.  Objetivos do PAEG:
- Acelerar o crescimento econômico
- Conter a inflação
- Reduzir a concentração de renda (regional, setorial e pessoal)
- Aumentar o volume de emprego
- Corrigir o desequilíbrio externo.

Para estruturar o Sistema Financeiro Nacional e corrigir a inflação, Castelo Branco estabeleceu medidas não populares que propiciariam relativo sucesso econômico:
- Modificação na estrutura tributária (os impostos indiretos foram elevados e os diretos reduzidos, protegendo setores estratégicos pela concentração de renda);
- Política monetária restritiva (baixa emissão de moeda, principalmente);
- Estabilizar os preços, a imposição de regras para fixação de preços, a redução do poder aquisitivo, “arrocho salarial” ou política de salários (acreditavam na inflação por demanda).

## Relações exteriores
Brasil e Cuba romperam relações diplomáticas a 2 de maio de 1964, em plena Guerra Fria. No ano seguinte, uma Guerra Civil na República Dominicana pôs fim ao golpe de estado que depôs o presidente Juan Bosch em 1963, porém uma invasão dos Estados Unidos, referendada a posteriori pela Organização dos Estados Americanos, estendeu o impasse por um ano sob o fito de impedir uma nova Revolução Cubana e nesse ínterim 280 soldados brasileiros ocuparam o Palácio Nacional de Santo Domingo em 1º de junho de 1965. Brasília e Havana reataram relações diplomáticas somente em 1986.

## Base Industrial de Defesa (BID)
O governo se empenhou para a criação de um complexo industrial de defesa no país. Em 1970, o Brasil se tornou o quinto maior exportador de material de defesa do mundo.